# Partit Popular Danès
Partit Popular Danès (en danès, Dansk Folkeparti) és un partit polític danès d'ideologia nacional-conservadora, considerat d'extrema dreta. El seu programa es basa en la reducció dràstica de la immigració, oposar-se a la islamització, l'assimilació dels immigrants, reclamar ajudes per a ancians i discapacitats, el benestar dels animals, l'establiment de condemnes dures a delictes com la violació o el rapte de menors, oposició a la reducció de sobirania danesa dins la Unió Europea, oposició a l'entrada de Turquia a la UE, suport a Israel i la guerra del terrorisme duta a terme pels EUA. La seva líder, Pia Kjærsgaard ha estat sovint acusada de racisme i de donar cobertura a membres d'organitzacions neonazis com Combat 18 o Blood & Honour.
A les eleccions legislatives daneses de 2007 va treure 25 escons i 13,8%, el tercer partit més votat. Tot i que no ha format part del govern, des de 2001 ha donat suport al format per Venstre i populars conservadors. El seu únic eurodiputat, Mogens Cambre, s'ha integrat en el grup Aliança per l'Europa de les Nacions, tot i que el partit no en pertany oficialment.
Fou creat el 6 d'octubre de 1995 per Pia Kjærsgaard, Kristian Thulesen Dahl, Poul Nødgaard i Ole Donner com a escissió del Partit del Progrés. Es presentaren a les eleccions de 1998 i obtingueren 13 escons, que augmentaren a 22 a les de 2001. Augmentà força la seva expectativa de vot el 2006 durant la controvèrsia per les caricatures de Mahoma al Jyllands Posten, però va decaure novament quan la controvèrsia s'apaivagà. Tot i el seu resultats, als sondejos d'opinió només li donen entre l'1-1,5%, potser perquè es considera políticament incorrecte.
Nombre de membres: 12.064 (2013)

## Resultats

### Parlament de Dinamarca
| Any  | Vots    | %         | Escons   | +/– | Govern        |
| ---- | ------- | --------- | -------- | --- | ------------- |
| 1998 | 252,429 | 7.4 (#5)  | 13 / 179 |     | Oposició      |
| 2001 | 413,987 | 12.0 (#3) | 22 / 179 | 9   | Suport extern |
| 2005 | 444,205 | 13.3 (#3) | 24 / 179 | 2   | Suport extern |
| 2007 | 479,532 | 13.9 (#3) | 25 / 179 | 1   | Suport extern |
| 2011 | 436,726 | 12.3 (#3) | 22 / 179 | 3   | Oposició      |
| 2015 | 741,539 | 21.1 (#2) | 37 / 179 | 15  | Suport extern |
| 2019 | 308,219 | 8.7 (#3)  | 16 / 179 | 21  | Oposició      |
| 2022 | 93,428  | 2.6 (#12) | 5 / 179  | 11  | Oposició      |

### Eleccions locals
| Any               | Escons      | Escons |
| Any               | #           | ±      |
| ----------------- | ----------- | ------ |
| 1997              | 119 / 4.685 | Nou    |
| 2001              | 168 / 4.647 | 49     |
| Reforma municipal |             |        |
| 2005              | 125 / 2.522 | 43     |
| 2009              | 186 / 2.468 | 61     |
| 2013              | 255 / 2.444 | 69     |
| 2017              | 223 / 2.432 | 32     |
| 2021              | 91 / 2.436  | 130    |

| Any               | Escons   | Escons |
| Any               | #        | ±      |
| ----------------- | -------- | ------ |
| 1997              | 21 / 374 | Nou    |
| 2001              | 24 / 374 | 3      |
| Reforma municipal |          |        |
| 2005              | 14 / 205 | 10     |
| 2009              | 19 / 205 | 5      |
| 2013              | 23 / 205 | 4      |
| 2017              | 21 / 205 | 2      |
| 2021              | 6 / 205  | 15     |

| Any  | Escons | Escons |
| Any  | No.    | ±      |
| ---- | ------ | ------ |
| 2005 | 0 / 98 |        |
| 2009 | 0 / 98 | =      |
| 2013 | 0 / 98 | =      |
| 2017 | 1 / 98 | 1      |
| 2021 | 0 / 98 | 1      |

### Parlament Europeu
| Any  | Vots    | %         | Escons | +/– | Grup |
| ---- | ------- | --------- | ------ | --- | ---- |
| 1999 | 114,865 | 5.8 (#8)  | 1 / 16 |     | UEN  |
| 2004 | 128,789 | 6.8 (#6)  | 1 / 14 | =   | UEN  |
| 2009 | 357,942 | 15.3 (#4) | 2 / 13 | 1   | EFD  |
| 2014 | 605,889 | 26.6 (#1) | 4 / 13 | 2   | ENF  |
| 2019 | 296,978 | 10.8 (#4) | 1 / 14 | 3   | ID   |
| 2024 | 156,014 | 6.37 (#9) | 1 / 15 | =   | PfE  |